# 安徽省消防救援总队
安徽省消防救援总队，加挂安徽省消防救援局牌子，是中华人民共和国安徽省的消防救援机构，由中华人民共和国应急管理部与安徽省人民政府双重领导，承担安徽省的火灾扑救、消防监督、抢险救援等职责。

## 历史
中华人民共和国成立初期，安徽皖北、皖南人民行政公署公安处接管了一部分原消防警察。到1951年，皖北、皖南分别有消防民警84、26人。到1956年，安徽全省共有消防民警123人。1958年8月，安徽省公安厅治安处设消防科。到1962年，安徽全省共有消防民警323人。
1965年4月，安徽各地、市、县公安局（处）成立消防科、股，又称公安消防大队、中队。5月，根据《关于公安消防民警实行义务兵役制有关问题的联合通告》文件要求，公安消防队伍小队长（班长）以下人员实行义务兵役制，同时安徽省公安厅成立消防处（又称安徽省公安消防总队）。到1966年初，安徽全省7个专区、7个市、1个特区建立了公安消防大队，36个县建立了消防中队，共有义务兵役制消防人员1423人。
“文化大革命”开始后，1967年，安徽省公安厅消防处撤销。到1969年底，安徽省公安消防队伍员额不足800人。1975年，安徽省公安厅恢复设立消防处（又称安徽省公安消防总队），共有67个公安消防中队、消防人员2245人。
1983年1月，安徽省消防部队纳入武警序列，设立中国人民武装警察部队安徽省总队消防处，又称安徽省公安厅消防处、安徽省公安消防总队。1988年，安徽省公安厅消防处改称安徽省公安厅消防局。1989年至1991年，安徽省各地市消防大队该位置对。1994年，安徽省公安消防总队调整为正师级。到1999年5月，安徽省公安消防部队编制3718人，其中干部948人、战士2770人，辖16个消防支队、1个教导大队、41个公安分局消防科、68个县市消防大队、121个消防中队。
2018年3月，《深化党和国家机构改革方案》公布，公安消防部队全部退出现役，成建制划归应急管理部，承担灭火救援和其他应急救援工作，现役编制全部转为行政编制。10月9日，公安消防部队移交应急管理部交接仪式举行。12月26日，安徽省消防救援总队举行了授旗授衔和换装仪式。2019年12月30日，安徽省消防救援总队正式挂牌。
2024年6月，各消防救援总队、支队、大队加挂驻地省、市、县三级消防救援局牌子，安徽省消防救援总队加挂安徽省消防救援局牌子。

## 职责
根据《消防救援队伍总队及以下单位机构编制方案》，安徽省消防救援总队承担下列职责：
1. 承担城乡综合性消防救援工作，负责指挥调度相关灾害事故救援行动，承担重要会议、大型活动消防安全保卫工作。
2. 承担火灾预防、消防监督执法以及火灾事故调查处理相关工作，依法行使消防安全综合监管职能，推动落实消防安全责任制。
3. 参与拟订消防专项规划，参与起草地方性消防法规、规章草案并监督实施。
4. 负责消防救援队伍综合性消防救援预案编制、战术研究和执勤备战、训练演练等工作。
5. 负责消防救援信息化和应急通信建设，承担综合性消防救援行动应急通信保障工作。
6. 负责消防安全宣传教育，组织指导社会消防力量建设。
7. 负责消防应急救援专业队伍规划、建设与调度指挥，参与组织协调动员各类社会救援力量参加救援任务。
8. 负责消防救援队伍建设与管理。
9. 完成应急管理部和所在省（区、市）党委政府交办的相关任务。

## 组织机构
根据《消防救援队伍总队及以下单位机构编制方案》，安徽省消防救援总队属于二类总队。

### 消防救援支队、大队
安徽省消防救援总队下辖有17个消防救援支队，包括16个地级市支队和1个训练与战勤保障支队；各消防救援支队共辖148个消防救援大队。
- 合肥市消防救援支队
- 芜湖市消防救援支队
- 安庆市消防救援支队
- 蚌埠市消防救援支队
- 淮南市消防救援支队
- 滁州市消防救援支队
- 阜阳市消防救援支队
- 马鞍山市消防救援支队
- 黄山市消防救援支队
- 六安市消防救援支队
- 宣城市消防救援支队
- 铜陵市消防救援支队
- 宿州市消防救援支队
- 淮北市消防救援支队
- 池州市消防救援支队
- 亳州市消防救援支队
- 安徽省消防救援总队训练与战勤保障支队

## 救援力量

### 消防救援站
截至2020年，安徽省消防救援总队共有执勤消防救援站222个、战勤保障站16个。

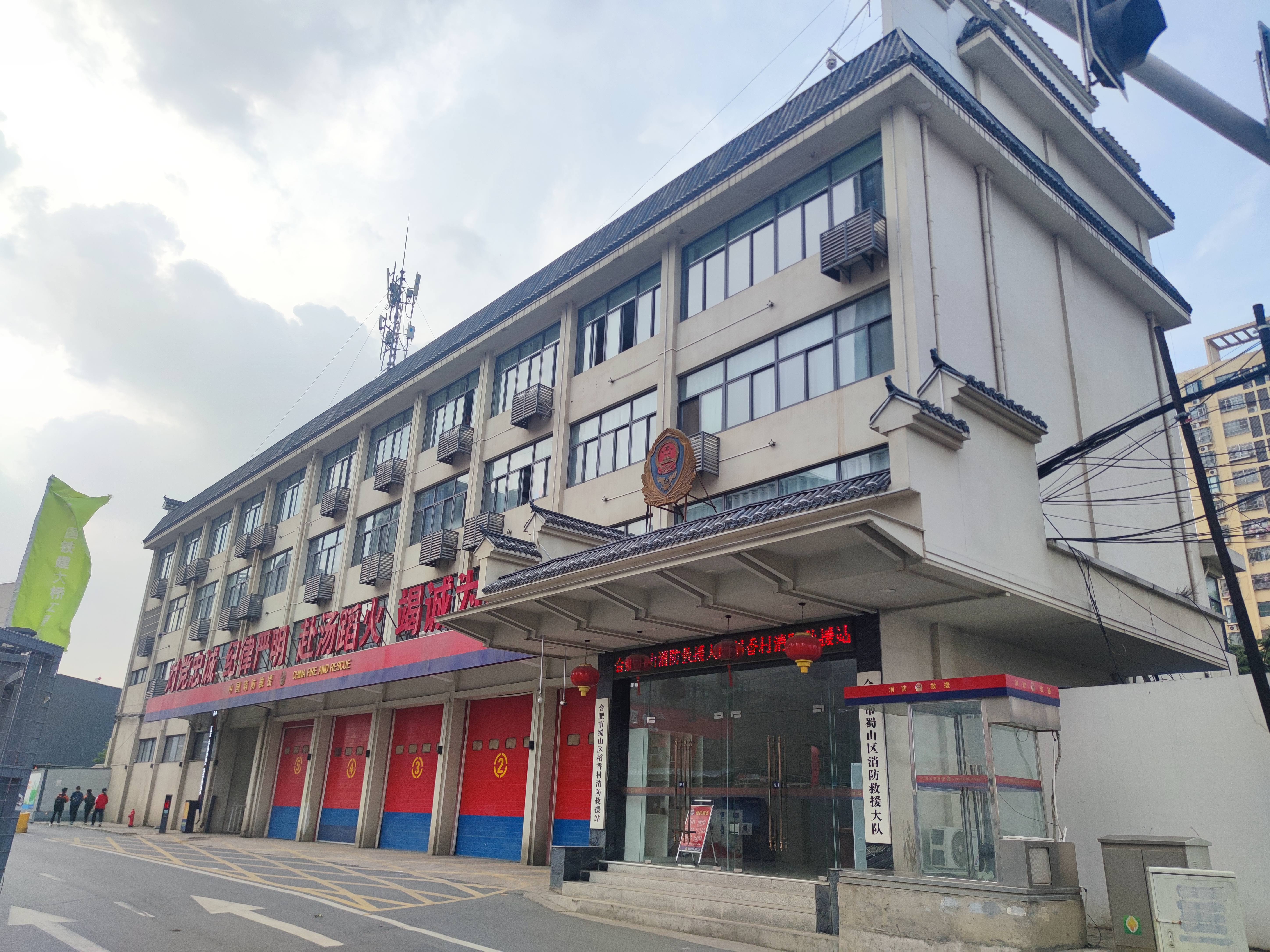
合肥市蜀山区稻香村消防救援站
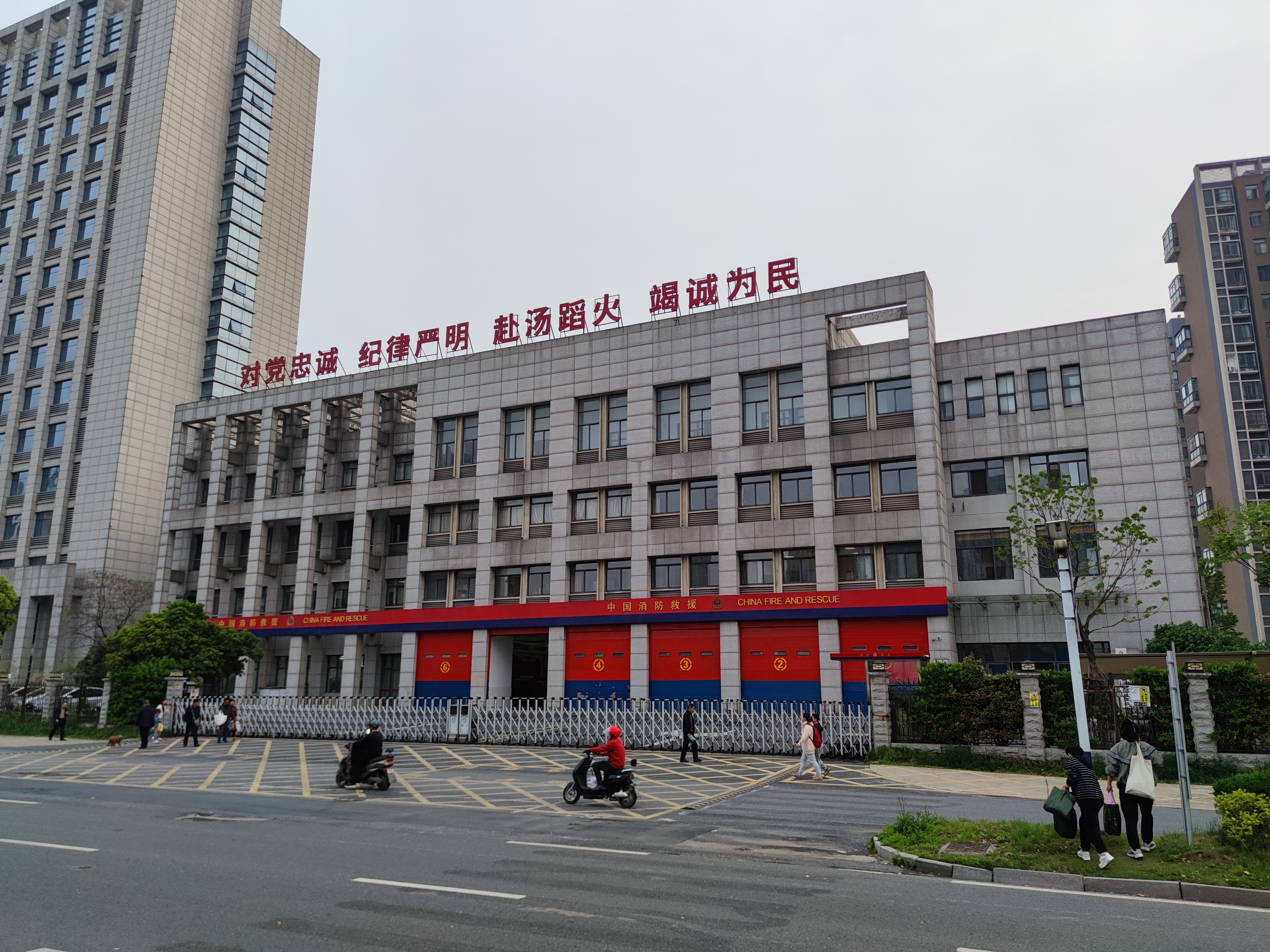
合肥市蜀山区天鹅湖消防救援站
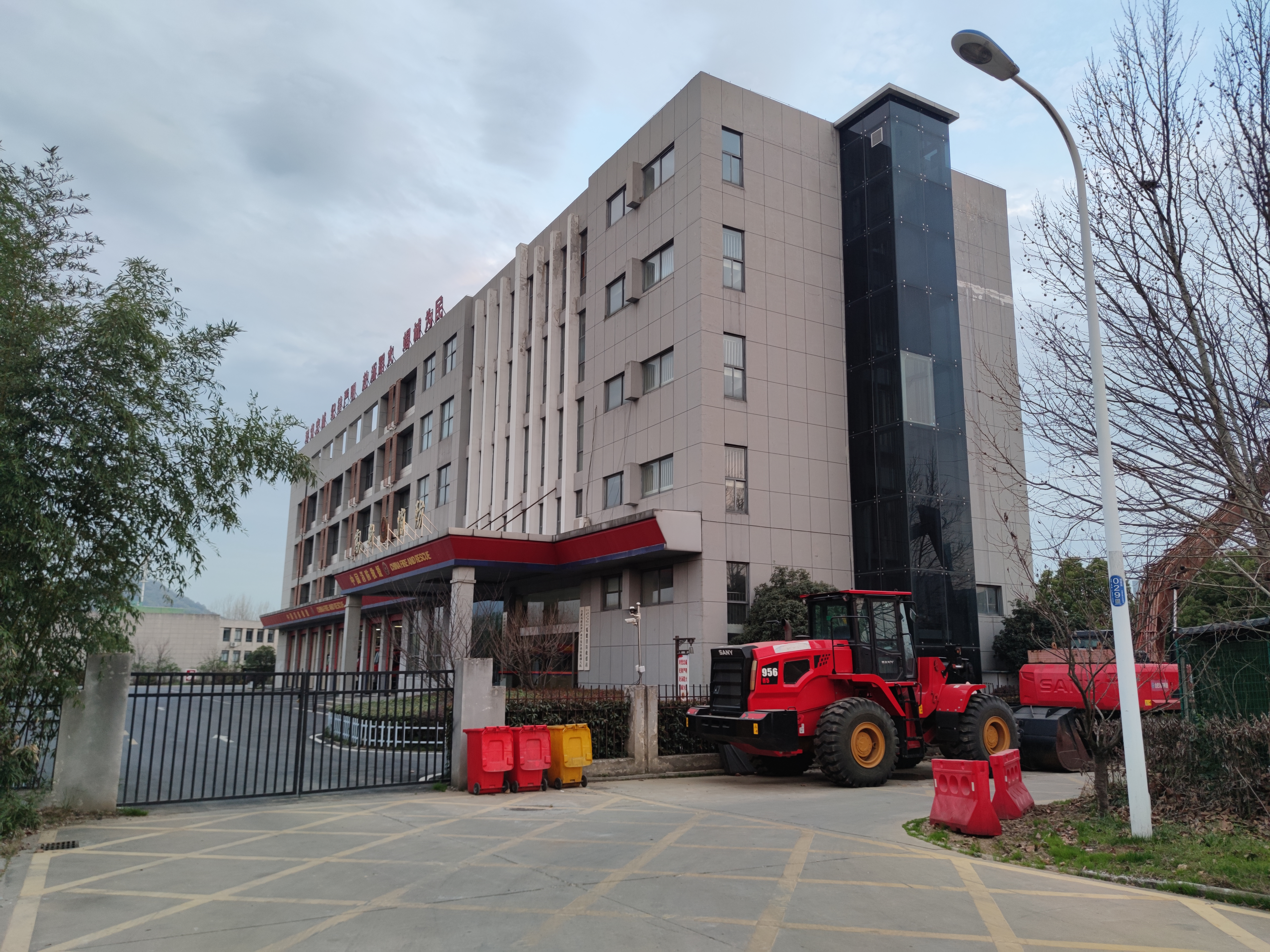
合肥高新技术产业开发区蜀麓消防救援站

### 消防车辆
截至2020年，安徽省消防救援总队共有消防车辆1489辆。

### 消防人员
根据《消防救援队伍总队及以下单位机构编制方案》，安徽省消防救援总队为二类总队，编制总额5051名，其中干部1713名、消防员3338名。

## 行动
2017至2019年间，安徽省消防救援总队接处警出动10.2万次，出动消防救援人员87.9万人次、消防救援车辆14.5万车次，营救疏散转移人员7.9万人。

## 历任领导

### 安徽省公安消防总队
| 总队长 - 邹晓宁 武警大校（2011年－2017年） - 李斌 武警大校（2018年－2018年12月） | 政治委员 - 曹忙根 武警大校（2012年－2015年） - 黄远杰 武警大校（2015年－2016年） - 崔勇 武警大校（2016年－2018年12月） |

### 安徽省消防救援总队
| 总队长 - 李斌 高级指挥长（2018年12月－） | 政治委员 - 崔勇 高级指挥长（2018年12月－2020年） - 孙建成 高级指挥长（2021年－） |